# Jadranska Magistrala 2005
La Jadranska Magistrala 2005, quarantacinquesima edizione della corsa, valevole come prova del circuito UCI Europe Tour 2005 categoria 2.2, si svolse in tre tappe, precedute da un cronoprologo, dal 17 al 20 marzo 2005 per un percorso totale di 494,4 km, con partenza da Pisino ed arrivo a Parenzo. Fu vinto dallo sloveno Borut Božič della squadra Perutnina Ptuj, che si impose in 12 ore 25 minuti e 6 secondi alla media di 39,81 km/h.
Al traguardo di Parenzo 98 ciclisti conclusero la competizione.

## Tappe
| Tappa  | Data     | Percorso                 | km    | Vincitore di tappa | Leader cl. generale |
| ------ | -------- | ------------------------ | ----- | ------------------ | ------------------- |
| prol.  | 17 marzo | Pisino (Cronometro ind.) | 1,4   | Boštjan Mervar     | Boštjan Mervar      |
| 1ª     | 18 marzo | Parenzo > Albona         | 161   | Jure Kocjan        | Jure Kocjan         |
| 2ª     | 19 marzo | Parenzo > Parenzo        | 189   | Borut Božič        | Jan Faltýnek        |
| 3ª     | 20 marzo | Parenzo > Parenzo        | 143   | Janez Brajkovič    | Borut Božič         |
| Totale | Totale   | Totale                   | 494,4 |                    |                     |

## Squadre partecipanti
| N.    | Cod. | Squadra           |
| ----- | ---- | ----------------- |
| 1-6   | LEG  | Legia-Bazyliszek  |
| 7-12  | RAR  | Radenska Rog      |
| 14-17 |      | Rijeka            |
| 21-25 |      | Rennteam Chiemgau |
| 27-33 | ADR  | Krka-Adria Mobil  |
| 34-39 | SAK  | Sava              |
| 41-46 | CZE  | Rep. Ceca         |
| 47-52 | ASC  | ASC Dukla Praha   |
| 53-58 | PSK  | PSK Whirlpool     |
| 60-65 | AUT  | Austria           |
| 66-72 | ELK  | ELK Haus-Simplon  |
| 74-78 |      | Puris-Kamen       |

| N.      | Cod. | Squadra                   |
| ------- | ---- | ------------------------- |
| 79-84   |      | TBP Lenart                |
| 86-91   |      | Ceska Sporitelna MTB      |
| 92-96   | LOB  | Loborika Favorit Team     |
| 97-102  | PER  | Perutnina Ptuj            |
| 104-109 |      | Team RG Winfix Berlin     |
| 110-115 |      | Team Wurzener Sachsen     |
| 116-119 |      | Team Nessebar             |
| 120-125 |      | Hofbraeu Radler Stuttgart |
| 126-131 | WIN  | Akud Arnolds Sicherheit   |
| 132-137 |      | POT 2008                  |
| 138-143 | JPN  | Giappone                  |

## Dettagli delle tappe

### Prologo
- 17 marzo: Pisino – Cronometro individuale – 1,4 km

Risultati
| Pos. | Corridore      | Squadra   | Tempo |
| ---- | -------------- | --------- | ----- |
| 1    | Boštjan Mervar | Perutnina | 2'02" |
| 2    | Jure Kocjan    | Radenska  | a 1"  |
| 3    | Borut Božič    | Perutnina | s.t.  |

| Pos. | Corridore      | Squadra   | Tempo |
| ---- | -------------- | --------- | ----- |
| 1    | Boštjan Mervar | Perutnina | 2'02" |
| 2    | Jure Kocjan    | Radenska  | a 1"  |
| 3    | Borut Božič    | Perutnina | s.t.  |

### 1ª tappa
- 18 marzo: Parenzo > Albona – 161 km

Risultati
| Pos. | Corridore         | Squadra    | Tempo    |
| ---- | ----------------- | ---------- | -------- |
| 1    | Jure Kocjan       | Radenska   | 4h01'57" |
| 2    | Jan Faltýnek      | PSK Whirl. | s.t.     |
| 3    | Hrvoje Miholjević | Perutnina  | a 3"     |

| Pos. | Corridore         | Squadra    | Tempo    |
| ---- | ----------------- | ---------- | -------- |
| 1    | Jure Kocjan       | Radenska   | 4h03'50" |
| 2    | Jan Faltýnek      | PSK Whirl. | a 8"     |
| 3    | Hrvoje Miholjević | Perutnina  | a 16"    |

### 2ª tappa
- 19 marzo: Parenzo > Parenzo – 189 km

Risultati
| Pos. | Corridore     | Squadra    | Tempo    |
| ---- | ------------- | ---------- | -------- |
| 1    | Borut Božič   | Perutnina  | 4h36'40" |
| 2    | Simon Špilak  | Krka-Adria | s.t.     |
| 3    | Harald Berger | Austria    | s.t.     |

| Pos. | Corridore         | Squadra    | Tempo    |
| ---- | ----------------- | ---------- | -------- |
| 1    | Jan Faltýnek      | PSK Whirl. | 8h40'38" |
| 2    | Borut Božič       | Perutnina  | a 3"     |
| 3    | Hrvoje Miholjević | Perutnina  | a 8"     |

### 3ª tappa
- 20 marzo: Parenzo > Parenzo – 143 km

Risultati
| Pos. | Corridore       | Squadra    | Tempo    |
| ---- | --------------- | ---------- | -------- |
| 1    | Janez Brajkovič | Krka-Adria | 3h42'27" |
| 2    | Martin Riška    | PSK Whirl. | a 2'01"  |
| 3    | Igor Kranjec    | Loborika   | s.t.     |

| Pos. | Corridore         | Squadra    | Tempo     |
| ---- | ----------------- | ---------- | --------- |
| 1    | Borut Božič       | Perutnina  | 12h04'08" |
| 2    | Jan Faltýnek      | PSK Whirl. | a 7"      |
| 3    | Hrvoje Miholjević | Perutnina  | a 9"      |

## Classifiche finali

### Classifica generale
| Pos. | Corridore           | Squadra     | Tempo     |
| ---- | ------------------- | ----------- | --------- |
| 1    | Borut Božič         | Perutnina   | 12h25'06" |
| 2    | Jan Faltýnek        | PSK Whirl.  | a 1"      |
| 3    | Hrvoje Miholjević   | Perutnina   | a 11"     |
| 4    | Michal Kollert      | Rep. Ceca   | a 18"     |
| 5    | Markus Eibegger     | Austria     | a 19"     |
| 6    | David Tratnik       | Radenska    | s.t.      |
| 7    | Stanislav Kozubek   | Dukla Praha | a 20"     |
| 8    | Peter Riis Andersen | Rennteam    | a 21"     |
| 9    | Harald Berger       | Austria     | a 22"     |
| 10   | Miha Švab           | Krka-Adria  | s.t.      |